# 先端医療開発特区
先端医療開発特区（せんたんいりょうかいはつとっく）、通称「スーパー特区」とは、2008年の厚生労働省による「革新的創薬等のための官民対話」で提唱され、創設が決定した日本の特区の一つ。

## 概要
京都大学の山中伸弥教授らのグループによるiPS細胞の作成成功を受け開発された。
区域内では、医薬品や医療機器の審査が迅速に行われる・開発段階から関連省庁との討議を優先的に行える・複数の予算を統合的に扱えるなどの優遇措置がある。プロジェクトの公募は2008年7月25日から同年9月12日まで行われ、計24の研究グループが選出された。研究期間は5年間。

## 採択課題一覧
| 分野                                                          | 代表者／機関名                       | 研究体制（主な研究機関）                                                                                           | 課題名                                                                                    |
| ------------------------------------------------------------- | ------------------------------------ | --- | ----------------------------------------------------------------------------------------- |
| iPS細胞応用                                                   | 山中伸弥／京都大学                   | 大阪大学・慶應義塾大学・東京大学医科学研究所・東京大学・理化学研究所                                               | iPS細胞医療応用加速化プロジェクト                                                         |
| iPS細胞応用                                                   | 水口裕之／独立行政法人医薬基盤研究所 | 国立医薬品食品研究所・国立成育医療センター・国立がんセンター・熊本大学・国立病院機構大阪医療センター・慶應義塾大学 | ヒトiPS細胞を用いた新規in vitro毒性評価系の構築                                           |
| 再生医療                                                      | 岡野栄之／慶應義塾大学               | 東北大学・大阪大学・京都大学・千葉大学                                                                             | 中枢神経の再生医療のための先端医療開発プロジェクト -脊髄損傷を中心に-                     |
| 再生医療                                                      | 岡野光夫／東京女子医科大学           | 国立成育医療センター・長崎大学・大阪大学・東北大学・                                                               | 細胞シートによる再生医療実現プロジェクト                                                  |
| 再生医療                                                      | 高戸毅／東京大学                     | 東京大学・東京大学医科学研究所・大阪大学・京都大学・東京医科歯科大学                                               | 先進的外科系インプラントとしての3次元複合再生組織製品の早期普及を目指した開発プロジェクト |
| 再生医療                                                      | 中島美砂子／国立長寿医療センター     | 愛知学院大学・長崎大学・（株）スカラテック機械工学・東京医科歯科大学                                               | 歯髄幹細胞を用いた象牙質・歯髄再生による新しいう蝕・歯髄炎治療法の実用化                  |
| 再生医療                                                      | 西川伸一／先端医療振興財団           | （財）医療振興財団・京都府立医科大学・神戸大学・神奈川歯科大学・京都大学                                           | ICRの推進による再生医療の実現                                                             |
| 革新的な医療機器の開発                                        | 蔵本孝一／ナカシマプロペラ株式会社   | 大阪大学・岡山大学・九州大学･名古屋大学・京都大学                                                                  | 生体融合を可能とする人工関節の患者別受注生産モデルの構築                                  |
| 革新的な医療機器の開発                                        | 里見進／東北大学                     | 奈良県立医科大学・先端医療振興財団・京都大学･北海道大学・山形大学                                                  | 社会ニーズに応えるオンリーワン・ナンバーワン医療機器創出プロジェクト                      |
| 革新的な医療機器の開発                                        | 白土博樹／北海道大学                 | 癌研究会研究所・兵庫県立粒子線医療センター・東北大学・放射線医学総合研究所・東京大学                               | 「先端放射線治療技術パッケージング」によるミニマムリスク放射線治療機器開発イノベーション  |
| 革新的な医療機器の開発                                        | 砂川賢二／九州大学                   | 国立循環器病センター・高知大学・東京大学・東北大学・金沢大学                                                       | 日本発の独創的な技術に基づいた情報型先進医療システム開発（革新的な医療機器の開発）        |
| 革新的な医療機器の開発                                        | 永井良三／東京大学                   | 九州大学・東京女子医科大学・慶應義塾大学･早稲田大学・物質材料研究機構                                              | 医工連携による先進医療開発実用化プロジェクト                                              |
| 革新的な医療機器の開発                                        | 橋本信夫／国立循環器病センター       | 大阪大学・東京大学・東京女子医科大学・京都大学・三重大学                                                           | 先端的循環器系治療機器の開発と臨床応用、製品化に関する横断的・統合的研究                  |
| 革新的な医療機器の開発                                        | 平岡真寛／京都大学                   | 京都大学・東京大学・東京農工大学・大阪大学・（株）キヤノン                                                         | イメージング技術が拓く革新的医療機器創出プロジェクト－超早期診断から最先端治療まで－      |
| 革新的な医療機器の開発                                        | 間賀田泰寛／浜松医科大学             | 浜松ホトニクス中央研究所・県西部医療センター・関西医科大学・愛知工業大学・（株）アメリオ                           | メディカルフォトニクスを基盤とするシーズの実用化開発                                      |
| 革新的バイオ医薬品の開発                                      | 岸本忠三／大阪大学                   | 鹿児島大学･（株）中外製薬・（独）医薬基盤研究所・京都大学                                                          | 免疫先端医薬品開発プロジェクト－先端的抗体医薬品・アジュバントの革新的技術の開発          |
| 革新的バイオ医薬品の開発                                      | 中村祐輔／東京大学                   | 久留米大学・札幌医科大学・国立がんセンター・東京大学                                                               | 迅速な創薬化を目指したがんペプチドワクチン療法の開発                                      |
| 革新的バイオ医薬品の開発                                      | 珠玖洋／三重大学                     | 産業医科大学・岡山大学・東京大学医科学研究所・北海道大学・慶應義塾大学                                             | 複合がんワクチンの戦略的開発研究                                                          |
| 革新的バイオ医薬品の開発                                      | 山西弘一／独立行政法人医薬基盤研究所 | 国立感染症研究所・東京大学医科学研究所・（独）農業･食品産業技術総合研究機構・大阪大学・北海道大学                  | 次世代・感染症ワクチン・イノベーションプロジェクト                                        |
| 国民保健に重要な治療・診断に用いる医薬品・ 医療機器の研究開発 | 江角浩安／国立がんセンター東病院     | （財）癌研究会・（独）理化学研究所・慶應義塾大学                                                                   | がん医薬品・医療機器 早期臨床開発プロジェクト                                             |
| 国民保健に重要な治療・診断に用いる医薬品・ 医療機器の研究開発 | 田中紘一／先端医療振興財団           | 神戸大学・京都大学･岩手医科大学・大阪大学・東北大学                                                                | 消化器内視鏡先端医療開発プロジェクト                                                      |
| 国民保健に重要な治療・診断に用いる医薬品・ 医療機器の研究開発 | 中尾一和／京都大学                   | 国立循環器病センター                                                                                               | 難治性疾患を標的とした細胞間シグナル伝達制御による創薬                                    |
| 国民保健に重要な治療・診断に用いる医薬品・ 医療機器の研究開発 | 樋口輝彦／国立精神・神経センター     | 北海道大学・大阪大学・東京工業大学・熊本大学・東京女子医科大学                                                     | 精神・神経分野における難病の克服に向けた医薬品・医療機器の開発                            |
| 国民保健に重要な治療・診断に用いる医薬品・ 医療機器の研究開発 | 古幡博／東京慈恵会医科大学           | 国立循環器病センター・帝京大学・（財）神奈川科学技術アカデミー                                                     | 急性脳梗塞早期系統的治療のための分野横断的診断治療統合化低侵襲システムの開発              |